# Club Atlético Belgrano (Rosario)
El Club Atlético Belgrano es una institución deportiva fundada el 17 de junio de 1911 en Rosario, Argentina. Hasta 1980 presentó equipo mayor de fútbol compitiendo en los torneos de la Asociación Rosarina de Fútbol (antes del inicio de la era profesional, Liga Rosarina de Fútbol). Actualmente desarrolla otras actividades deportivas y sociales.

## Historia

### Fundación
El club nace de la mano de trabajadores de los mercados Central y Norte aficionados a la práctica del fútbol en 1911, bajo el nombre de Centro Recreativo Mercado Central. En 1912 cambia su denominación a la actual y se inscribe en la Liga Rosarina de Fútbol, participando de la Segunda División. Su primer campo de juego se ubicó en Barrio Vila. Su vinculación a la actividad de venta de frutas y verduras le granjeó el mote de paperos.

### Ascenso a Primera de la Rosarina
Ya en 1913 el cuadro conquistó la Copa de la Torre, que había sido donada por el político Lisandro de la Torre, reservada para equipos de segunda. En 1915 fue ascendido a la Copa Nicasio Vila, el torneo de liga de primera división del fútbol rosarino, en reemplazo del Club Aprendices Rosarinos. El equipo cumplió una muy buena actuación, logrando la tercera colocación, aunque a 12 puntos del campeón Rosario Central; si bien con los canallas perdió 9-0 en uno de los partidos, logró vencer a Newell's Old Boys en sus dos enfrentamientos. En años posteriores mantuvo buenos rendimientos, ubicándose habitualmente entre el tercer y el quinto puesto.

### Campeón de Primera División de Rosario

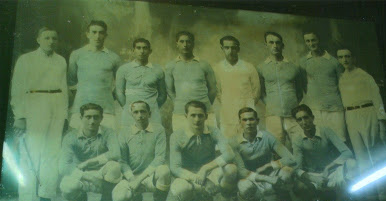
La formación campeona en 1924.

En el año 1924 logró coronarse campeón de la Copa Nicasio Vila por única vez en su historia. En un torneo que integraron 15 equipos y se disputó a una sola rueda, el conjunto papero finalizó su disputa igualado en primer lugar con Rosario Central y Tiro Federal, habiendo acumulado 23 puntos fruto de once victorias, un empate y dos derrotas. Se procedió a un desempate; por sorteo, Tiro pasó directamente a la final, debiendo disputar los otros dos equipos una semifinal. El partido se llevó a cabo el día 16 de noviembre en cancha de Newell's y Belgrano se impuso 1-0 con gol de Silvio Bearzotti. La final se disputó una semana después y en el mismo escenario; nuevamente Silvio Bearzotti marcó el único tanto del cotejo, otorgándole el título al celeste. Ese día Belgrano formó con Nicolás Santana; Gabriel Mujica y Florindo Bearzotti; Manuel Martínez, Leandro Pastrana y Antonio Galli; Fernando Massei, Osvaldo Goicoechea, Silvio Bearzotti, Francisco Montoglio y Bonifacio Cabeza. El defensor Florindo Bearzotti había sido titular en la Selección Argentina subcampeona del Campeonato Sudamericano de ese año.
La obtención de este título clasificó a Belgrano a la final de la Copa Ibarguren versus Boca Juniors, campeón de la Asociación Argentina de Football; este choque se disputó por cuestiones de calendario recién el día 13 de mayo de 1926, con resultado favorable a los porteños por 3-2 en el Estadio Sportivo Barracas. El goleador Silvio Bearzotti había adelantado al celeste 2-0, logrando Boca igualarlo además de quedar Belgrano con dos jugadores menos por lesión (en esa época no estaban autorizados los cambios). Finalizados los 90 minutos se suponía que jugarían un nuevo encuentro unos días más tarde, pero los dirigentes xeneizes cerraron las puertas del vestuario y obligaron a jugar una prórroga; Boca logró un tercer gol que generó polémica por su factura y se sumó al descontento rosarino por la situación anterior, por lo que los futbolistas de Belgrano decidieron retirarse del campo de juego, ganando la copa el cuadro de Buenos Aires.

### Era profesional

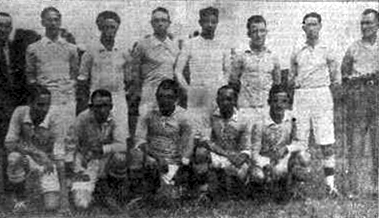
Equipo de 1931.

En 1931 los jugadores de fútbol en Argentina pasaron a ser profesionales, por lo que la Liga Rosarina mutó a la Asociación Rosarina de Fútbol. Belgrano se mantuvo en primera cumpliendo campañas de mitad de tabla; el hecho más destacado sobre fines de los años 1930 fue la aparición de Rinaldo Martino, futbolista que brillaría luego tanto a nivel argentino como internacional.
En 1939 Rosario Central y Newell's Old Boys se integraron a los torneos de la Primera División de Argentina, por lo que la competencia rosarina perdió importancia. Ese mismo año el resto de los cuadros de la ARF junto a otros santafesinos y entrerrianos jugaron el Torneo del Litoral; Belgrano lo hizo en dupla con el Club Atlético Provincial y finalizó sexto entre ocho participantes. En la temporada siguiente se continuó jugando el Torneo Gobernador Luciano Molinas, la primera división de la Rosarina, en el cual los paperos participaron hasta 1980, año en que el club se desafilió de la Asociación.

## Predios deportivos
La primera cancha de Belgrano se encontraba en Barrio Vila, en la zona oeste de la ciudad, en el sector comprendido por las calles Marcos Paz, Derqui, Fraga y Perú. En 1935 se trasladó al Barrio Hospitales, en el comienzo de la zona sur. El predio abarcaba la manzana delimitada por las calles Rueda, Amenábar, España e Italia. Luego de que Belgrano dejara la práctica del fútbol en 1980, se construyó en el lugar un complejo habitacional conocido popularmente como Los Blokes; el club solo conserva la zona ubicada en la esquina de Rueda e Italia, donde posee un gimnasio y un salón-comedor.

## Uniforme
Tras la fundación del Centro Recreativo Mercado Central, se eligió utilizar una camiseta negra; con el cambio de denominación en 1912 llegó también una nueva vestimenta: casaca celeste con puños y cuello blancos. Entre 1918 y 1923 utilizó una camiseta azul con rayas muy finas de color amarillo. En 1924 retornó al clásico celeste, el cual ya no fue modificado.
| 1911 | 1912-1917 | 1918-1923 | 1924-act. |

## Rivalidades
Mantuvo enfrentamientos de tipo clásico con el Club Atlético Washington, debido a que este instaló su cancha vecina a la de Belgrano en el Barrio Vila en 1922.
También tuvo encuentros con características especiales con Rosario Central, por dos razones. Primeramente a partir del cambio de camiseta que Belgrano llevó a cabo en 1918, similar a la de Central. La restante se formó a partir de varios buenos resultados que el club logró durante los años 1920 frente a los auriazules, que no acostumbraban a tener mayor resistencia de parte de sus rivales (excepto de Newell's, Tiro Federal o Central Córdoba). Uno de ellos, el día 13 de noviembre de 1927, Belgrano lo ganó en condición de local 5-4 tras ir perdiendo 0-3, por lo que hinchas de Central enojados por el resultado terminaron por incendiar la lona que rodeaba la cancha, causando que los locales comenzaran a gritarles canallas; este hecho se toma como una de las fuentes del origen de dicho apodo a Rosario Central.

## Futbolistas destacados

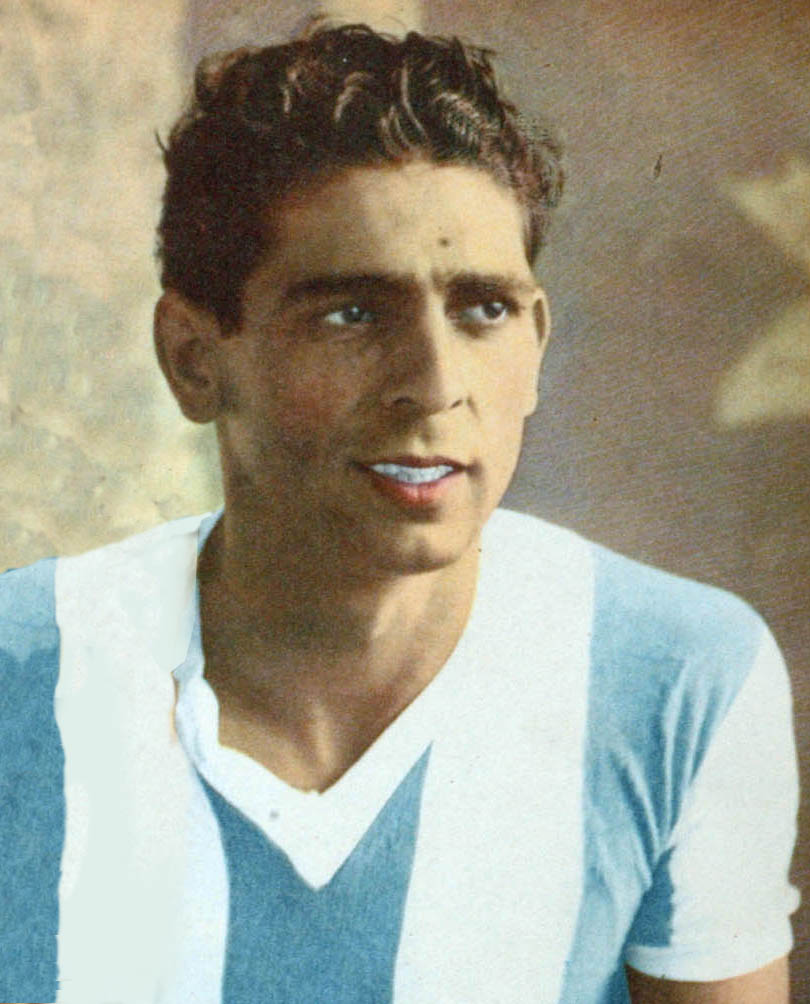
Rinaldo Martino.

- Rinaldo Fioramonte Martino: Mamucho es el jugador con mayor proyección nacional e internacional surgido del club; jugó en la primera de Belgrano entre 1937 y 1940. En este último año su pase fue comprado por San Lorenzo de Almagro en 13000 pesos; los dirigentes del Ciclón habían llegado a la ciudad para ver a Waldino Aguirre, jugador de Central Córdoba, pero el partido se suspendió y terminaron asistiendo al cotejo de Belgrano, donde se deslumbraron con el juego de Martino. A nivel clubes fue campeón con San Lorenzo de la Copa de la República 1943 y del Campeonato de Primera División 1946, con Juventus de Italia de la Serie A 1949-50 y con Nacional de Montevideo de los campeonatos uruguayos 1950 y 1952. Con la Selección Argentina ganó los campeonatos Sudamericanos 1945 y 1946, e incluso jugó un partido para la Selección de Italia.[13]
- Florindo Bearzotti: marcador central y capitán del equipo campeón en 1924, representó al club en la Selección Argentina en los Sudamericanos 1920,[18] 1921 (campeón)[19] y 1924.[9] Vistió la casaca nacional en 14 partidos.[20]
- Silvio Bearzotti: goleador del club durante la década de 1920, fue el autor del tanto que le dio el único título de pŕimera división al club.[6][8]
- Antonio Del Felice (Selección Argentina), José Liztherman (Atlanta, Boca Juniors, Ferro Carril Oeste, Racing Club, Peñarol) y su hermano Ernesto (Atlanta, Chacarita Juniors), fueron otros jugadores que alcanzaron relevancia.[21]

## Palmarés

### Torneo regionales de primera división
| Título            | Liga     | País      | Año  |
| ----------------- | -------- | --------- | ---- |
| Copa Nicasio Vila | Rosarina | Argentina | 1924 |

- Subcampeón de la Copa Ibarguren: 1924